# آمرزگاری مادر
«آمرزگاری مادر» (انگلیسی: Mother's Mercy) قسمت دهم و آخر از فصل پنجمِ مجموعهٔ تلویزیونیِ خیال‌پردازانهٔ بازی تاج‌وتخت و قسمت ۵۰ از کلِ این سریال است.
فیلم‌نامه‌نویس‌های این قسمت دیوید بنیاف و دی. بی. وایس و کارگردان آن دیوید ناتر است.
این قسمت ستایش منتقدان را برانگیخت و به‌ویژه هنرنمایی لینا هیدی مورد تمجید واقع شد.
عنوانِ سریال اشاره به گفتگوی های اسپارو با سرسی لنیستر دارد که به او می‌گوید آنانی که مرتکب گناه شده‌اند، اگر پیش از برگزاری دادگاه، به گناهان خود اعتراف کنند، ممکن است مورد آمرزش «مادر» (سمبل اصلی پروردگاری در دین «خدای هفت سیما» و الههٔ آمرزش، صلح، باروری و زایش) قرار بگیرد. سرسی اعتراف می‌کند و های اسپارو مطابق این باور دینی، به او اجازه می‌دهد تا به قصر «رِد کیپ» بازگردد، مشروط بر آنکه مسیر میان معبد بزرگ بیلور تا قصر را، برهنه بپیماید.